# John Norton
John Norton (Estados Unidos, 16 de abril de 1893-28 de diciembre de 1979) fue un atleta estadounidense, especialista en la prueba de 400 m vallas en la que llegó a ser subcampeón olímpico en 1920.

## Carrera deportiva
En los JJ. OO. de Amberes 1920 ganó la medalla de plata en los 400 m vallas, empleando un tiempo de 54.6 segundos, llegando a meta tras su compatriota Frank Loomis que con 54.0 s batió el récord del mundo, y por delante del también estadounidense August Desch (bronce con 54.7 segundos).